# Pirochim
Pirochim Victoria este o fabrică de materiale explozive din România.
Acționarul majoritar al societății este Ministerul Economiei care deține 83%.
Număr de angajați:
- 2008: 83[1]
- 2007: 108[1]

Cifra de afaceri:
- 2008: 0,4 milioane lei[1]
- 2007, 0,4 milioane lei[1]